# Otto Josef Schlein

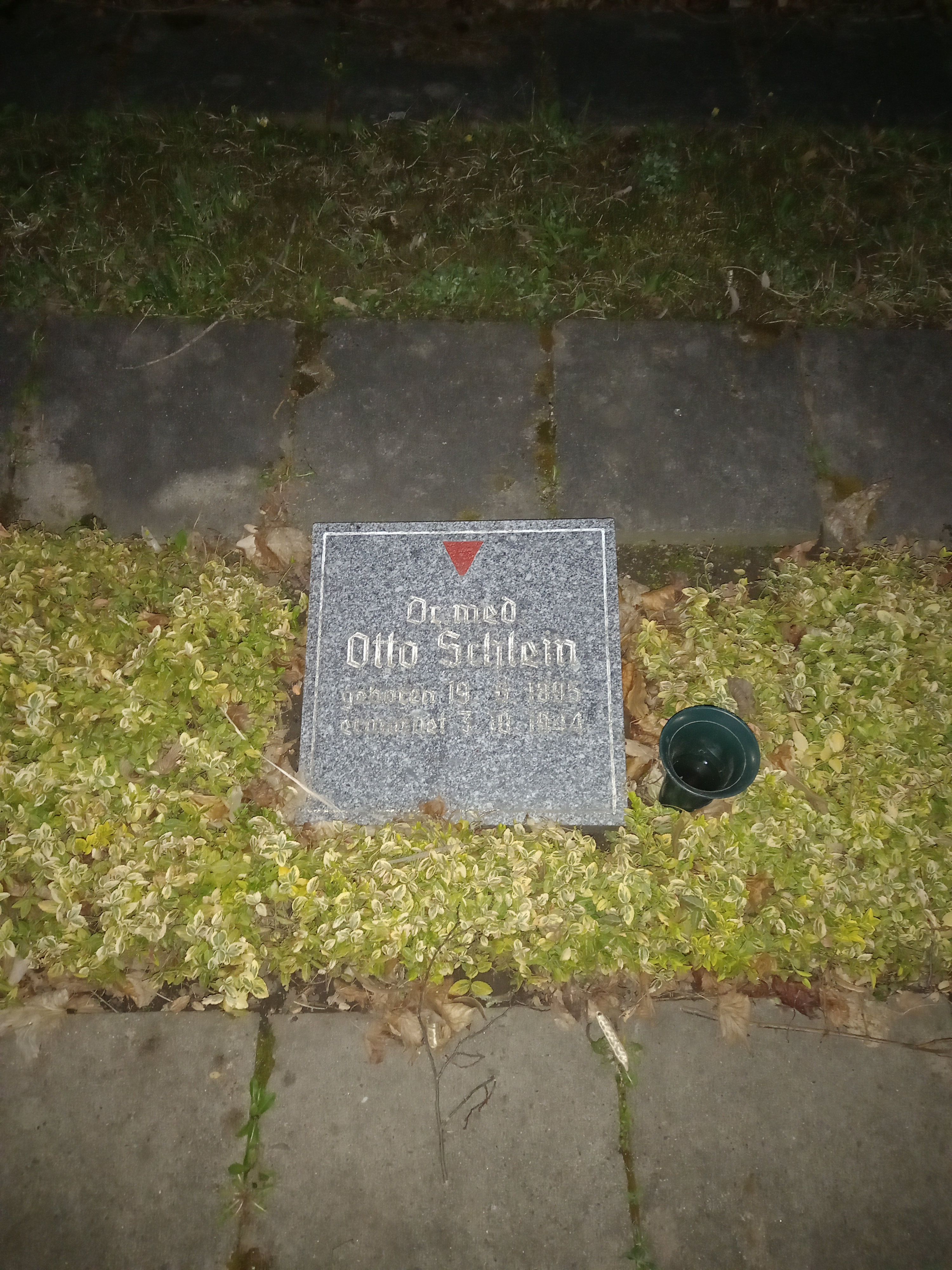
Gedenkstein für Otto Schlein auf dem Westfriedhof (Magdeburg)

Otto Josef Schlein (* 19. Juni 1895 in Laurahütte (Oberschlesien); † 3. Oktober 1944 in Auschwitz) war ein deutscher Arzt und Kommunist.

## Leben
Schlein, ältester Sohn des jüdischen Kaufmanns Ferdinand Schlein (1873–1944) und seiner Frau Lina (1873–1944). Schlein legte 1914 am Wettiner Gymnasium in Dresden sein Abitur ab. Er begann dann 1914 in Berlin Medizin zu studieren. Nach dem Physikum wurde er 1917 als Feldarzt an der Westfront eingesetzt und dort am 7. November 1918 verwundet. Er wurde mit dem Eisernen Kreuz II. Klasse ausgezeichnet. Vom Februar 1919 bis zum Oktober 1920 setzte er sein Medizinstudium fort, das er 1921 mit der Promotion beendete. Seine 1921 verteidigte Dissertation trägt den Titel Ueber Röntgenbehandlung des pruritus vulvae.
Er spezialisierte sich als Dermatologe. Am 15. Oktober 1922 erhielt er eine Anstellung als Assistenzarzt ohne Gehalt unter anderem bei Carl Lennhoff an der Städtischen Hautklinik Magdeburg, die im April 1923 in eine besoldete Stelle umgewandelt wurde. Im darauffolgenden Mai heiratete er die Jüdin Anni Pieck (1903–1944) und im Dezember eröffnete er seine eigene Praxis in Magdeburg. Da er häufig arme Patienten kostenlos behandelte, wurde er Doktor der Armen genannt. Am 14. Januar 1927 kam die Tochter Vera Judith zur Welt.
Otto Schlein wurde um 1924 Mitglied der KPD und war dort zeitweilig in der KPD-Bezirksleitung und Lehrer in der MASCH (Marxistische Arbeiterschule). Durch seine Lehrtätigkeit in Hebräisch unterstützte er die Einwanderungsbewegung in Palästina. Schlein engagierte sich im Bund der Freunde der Sowjetunion (BdFSU) und war Mitglied in der „Liga für Mutterschutz und soziale Familienhygiene“, dem Verein Sozialistischer Ärzte und der "Zionistischen Vereinigung für Deutschland" (ZVfD).

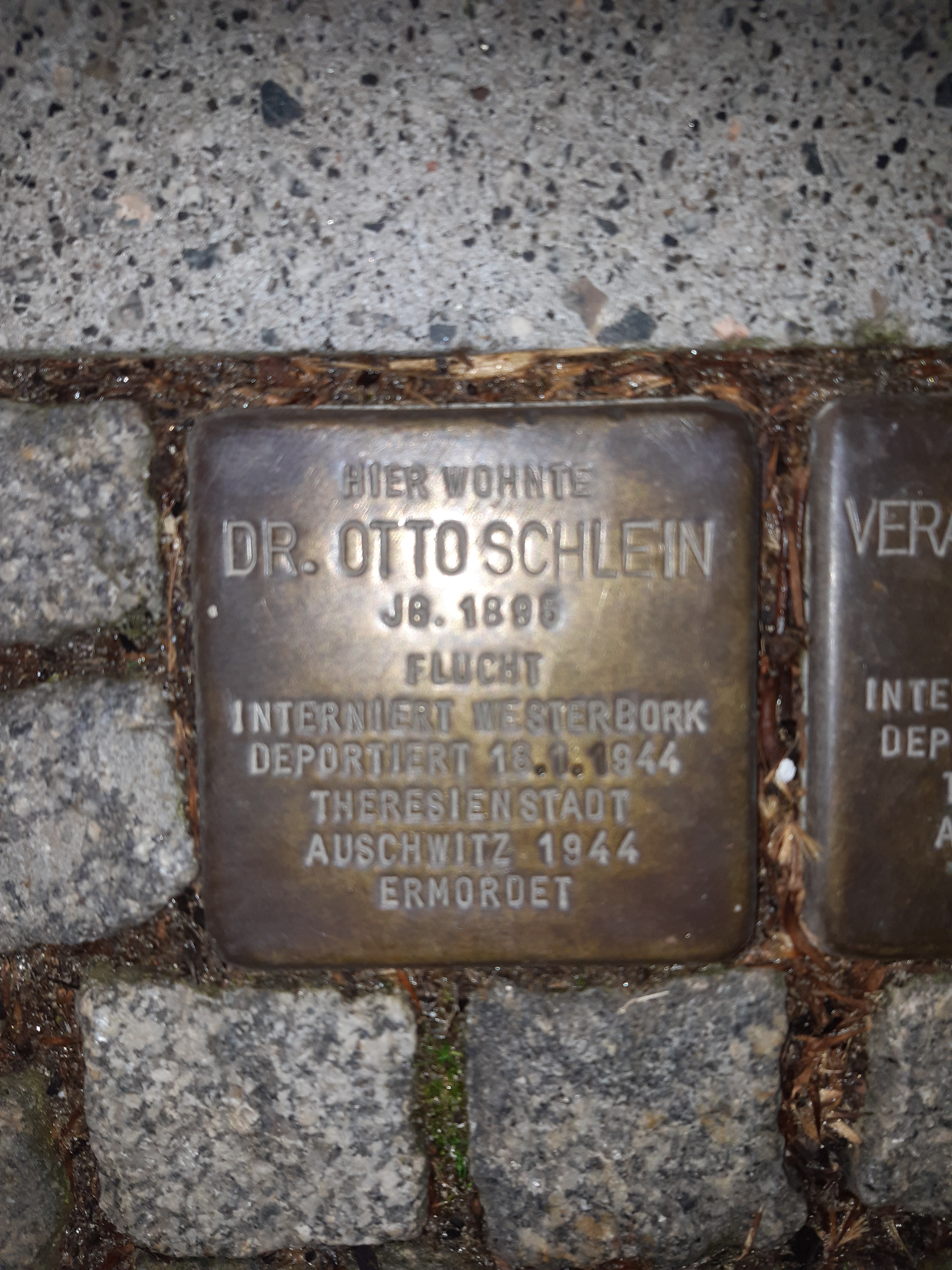
Stolperstein für Dr. Otto Josef Stein (Magdeburg)

1933 wurde er nach der „Machtergreifung“ durch die Nationalsozialisten in Dornburg inhaftiert. Ab 1935 durfte er infolge der Rassengesetze nur noch jüdische Bürger behandeln. Es folgte der Entzug der Approbation und des Doktordiploms. 1936 flüchtete er mit seiner Familie in die Niederlande. Nach der Besetzung der Niederlande durch deutsche Truppen wurde die gesamte Familie am 21. Juni 1943 durch die Gestapo verhaftet, in das Durchgangslager Westerbork und von dort am 18. Januar 1944 in das Ghetto Theresienstadt deportiert – mit der bekannten „Magdeburger Kaserne“, in der u. a. die jüdische Selbstverwaltung des Ghettos untergebracht war – wo Schlein auf seine gleichfalls deportierten Eltern traf und als Häftlingsarzt arbeitete. Am 28. September wurde Otto Schlein mit dem "Transport Ek" in das KZ Auschwitz-Birkenau deportiert und dort am 3. Oktober durch Zyklon B vergast. Am 11. Oktober folgte die Deportation von Anni Schlein mit dem "Transport Eq", Vera Judith eine Woche darauf mit dem "Transport Es". Beide wurden nach der Ankunft ermordet.

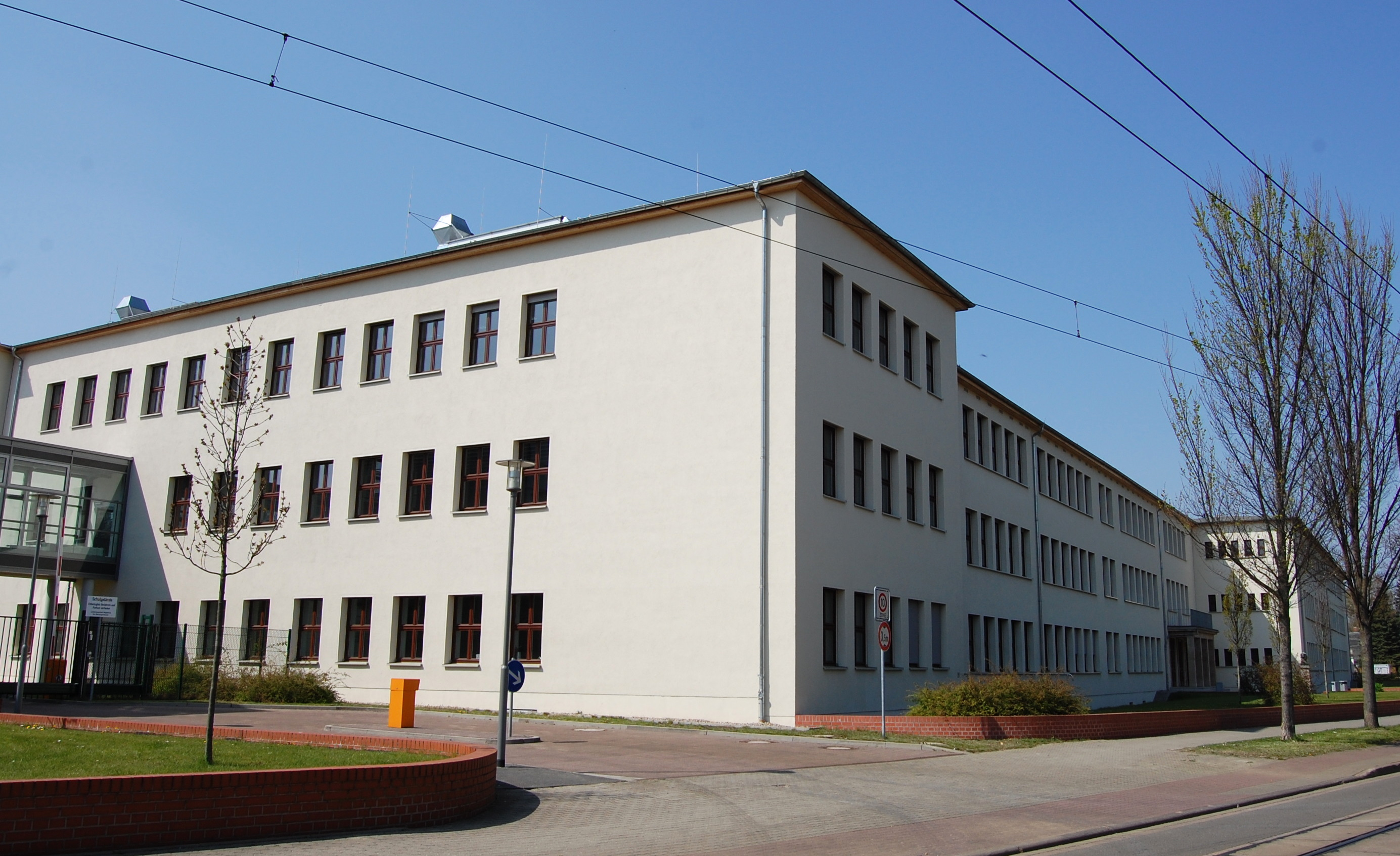
Berufsschule Westerhüsen

Eine Straße und die Berufsbildenden Schulen IV „Dr. Otto Schlein“ in Magdeburg tragen seinen Namen, zudem gibt es Stolpersteine im Gedenken an ihn und seine Familie.